# Polystichum prescottianum
Polystichum prescottianum är en träjonväxtart som först beskrevs av Nathaniel Wallich och Georg Heinrich Mettenius, och fick sitt nu gällande namn av Moore. Polystichum prescottianum ingår i släktet Polystichum och familjen Dryopteridaceae. Inga underarter finns listade.